# Amnesicoma simplex
Amnesicoma simplex är en fjärilsart som beskrevs av W. Warren 1895. Amnesicoma simplex ingår i släktet Amnesicoma och familjen mätare. Inga underarter finns listade i Catalogue of Life.